# The Roads Not Taken
The Roads Not Taken è un film del 2020 scritto e diretto da Sally Potter.

## Promozione
Il primo trailer del film viene diffuso il 5 febbraio 2020.

## Distribuzione
La pellicola è stata presentata in concorso al Festival di Berlino 2020 e distribuita nelle sale cinematografiche statunitensi a partire dal 13 marzo 2020.

### Divieti
Negli Stati Uniti d'America il film è stato vietato ai minori di 17 anni per la presenza di "linguaggio non adatto".

## Riconoscimenti
- 2020 - Festival di Berlino
  - In competizione per l'Orso d'oro